# Drassyllus crimeaensis
Drassyllus crimeaensis är en spindelart som beskrevs av Mykola M. Kovblyuk 2003. Drassyllus crimeaensis ingår i släktet Drassyllus och familjen plattbuksspindlar.
Artens utbredningsområde är Ukraina. Inga underarter finns listade i Catalogue of Life.